# Todor Artarski
Todor Arkadi Todorow Artarski (bułg. Тодор Аркади Тодоров Артарски, ur. 30 stycznia 1935 w miejscowości Nowaczene w gminie Nikopoł) – bułgarski lekkoatleta, specjalista rzutu dyskiem i pchnięcia kulą, wicemistrz Europy z 1958.
Zdobył srebrny medal w rzucie dyskiem na mistrzostwach Europy w 1958 w Sztokholmie, za Edmundem Piątkowskim, a przed Władimirem Trusieniowem ze Związku Radzieckiego. Zajął również 10  miejsce w pchnięciu kulą.
Odpadł w kwalifikacjach rzutu dyskiem na igrzyskach olimpijskich w 1960 w Rzymie. Zajął 10. miejsce w tej konkurencji na mistrzostwach Europy w 1962 w Belgradzie.
Zwyciężał w mistrzostwach krajów bałkańskich w rzucie dyskiem w 1958, 1959, 1060, 1962, 1965. 1966 i 1970 oraz w pchnięciu kulą w 1956 i 1958.
Był mistrzem Bułgarii w rzucie dyskiem w latach 1960, 1962, 1963, 1965 i 1967–1971 oraz w pchnięciu kulą w 1967.
Dziesięć razy poprawiał rekord Bułgarii w rzucie dyskiem od wyniku 50,43 m (pierwszy rezultat zawodnika bułgarskiego powyżej 50 metrów, osiągnięty 9 października 1955 w Sofii) do 57,58 m (21 sierpnia 1971 w Sofii). Sześciokrotnie ustanawiał rekord Bułgarii w pchnięciu kulą, od 15,89 m uzyskanego 5 listopada 1955 w Sofii do 17,63 m osiągniętego 3 maja 1958 w Sofii.
Od 1964 do 1991 był pracownikiem katedry lekkiej atletyki w Wyższym Instytucie Wychowania i Sportu w Sofii.